# Сен-Ком
Сен-Ком (фр. Saint-Cosme) — коммуна на северо-востоке Франции в регионе Гранд-Эст (бывший Эльзас — Шампань — Арденны — Лотарингия), департамент Верхний Рейн, округ Альткирш, кантон Мазво. До марта 2015 года коммуна административно входила в состав упразднённого кантона Данмари (округ Альткирш).
Площадь коммуны — 2,71 км², население — 82 человека (2006) с тенденцией к росту: 91 человек (2012), плотность населения — 33,6 чел/км².

## Население
Численность населения коммуны в 2011 году составляла 89 человек, а в 2012 году — 91 человек.
| 1962 | 1968 | 1975 | 1982 | 1990 | 1999 | 2004 | 2006 | 2008 | 2009 | 2011 | 2012 |
| ---- | ---- | ---- | ---- | ---- | ---- | ---- | ---- | ---- | ---- | ---- | ---- |
| 43   | 38   | 36   | 41   | 45   | 66   | 84   | 82   | 85   | 86   | 89   | 91   |

Динамика населения:

## Экономика
В 2010 году из 64 человек трудоспособного возраста (от 15 до 64 лет) 54 были экономически активными, 10 — неактивными (показатель активности 84,4 %, в 1999 году — 78,6 %). Из 54 активных трудоспособных жителей работали 50 человек (25 мужчин и 25 женщин), 4 числились безработными (двое мужчин и две женщины). Среди 10 трудоспособных неактивных граждан 5 были учениками либо студентами, 2 — пенсионерами, а ещё 3 — были неактивны в силу других причин.

## Достопримечательности (фотогалерея)

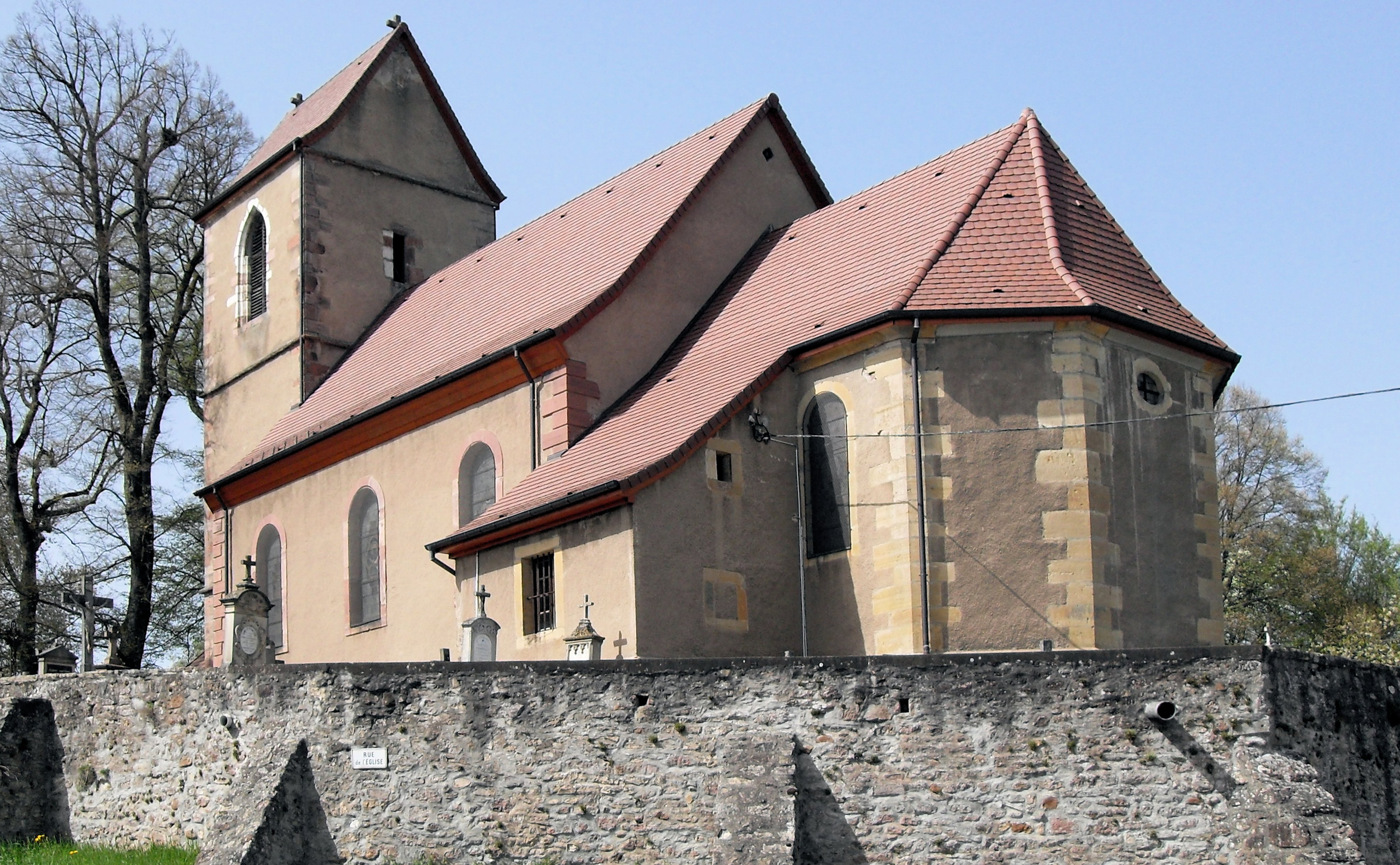
Церковь
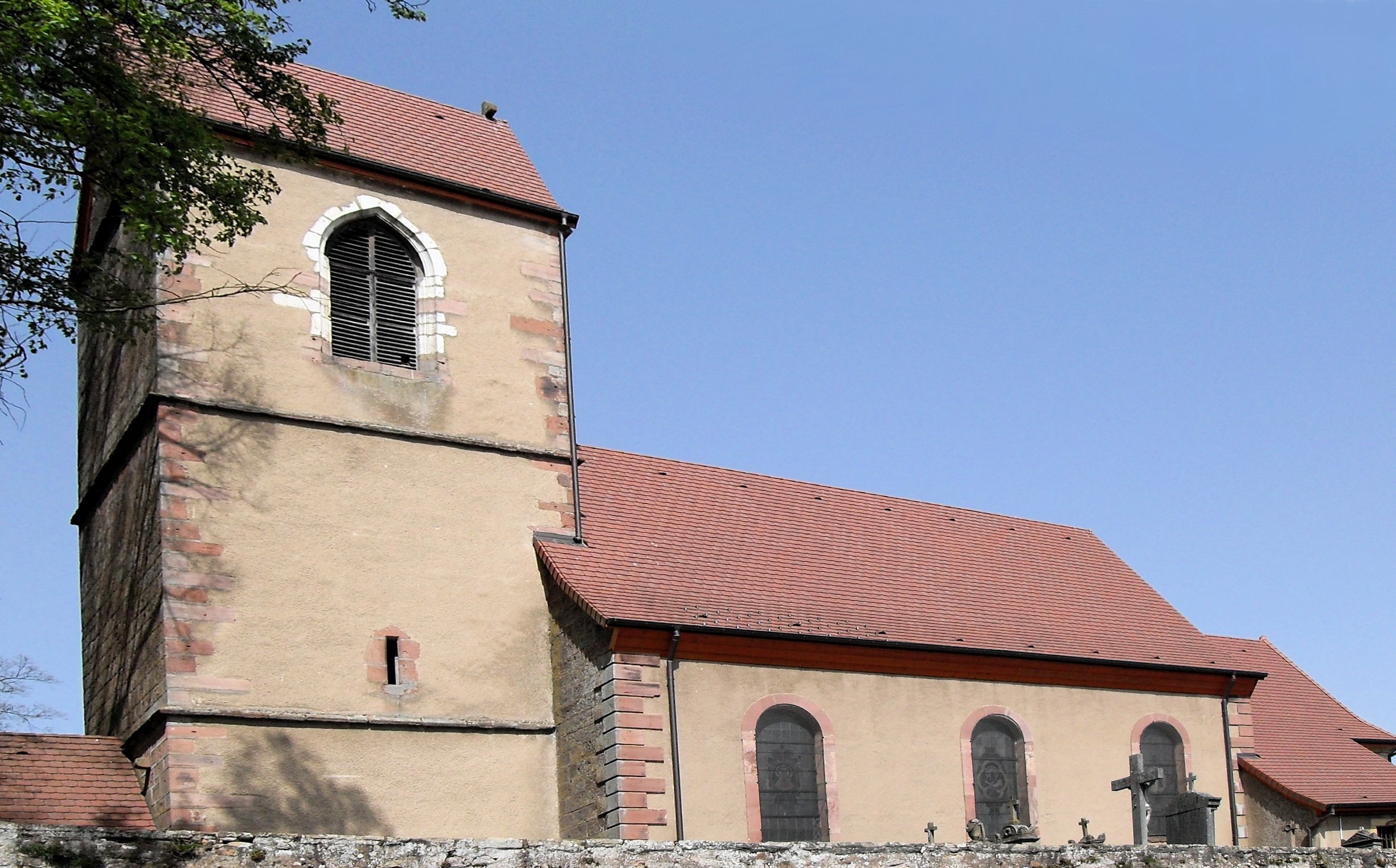
Колокольня